# Понталина
Понталина (порт. Pontalina) — муниципалитет в Бразилии, входит в штат Гояс. Составная часть мезорегиона Юг штата Гойас. Входит в экономико-статистический микрорегион Мея-Понти. Население составляет 17 383 человека на 2006 год. Занимает площадь 1428,194 км². Плотность населения — 12,2 чел./км².
Праздник города — 31 октября. 

## История
Город основан в 1938 году.

## Статистика
- Валовой внутренний продукт на 2003 год составляет 102 746 420,00 реалов (данные: Бразильский институт географии и статистики).
- Валовой внутренний продукт на душу населения на 2003 год составляет 6042,49 реала (данные: Бразильский институт географии и статистики).
- Индекс развития человеческого потенциала на 2000 год составляет 0,805 (данные: Программа развития ООН).